# Imitatieparel

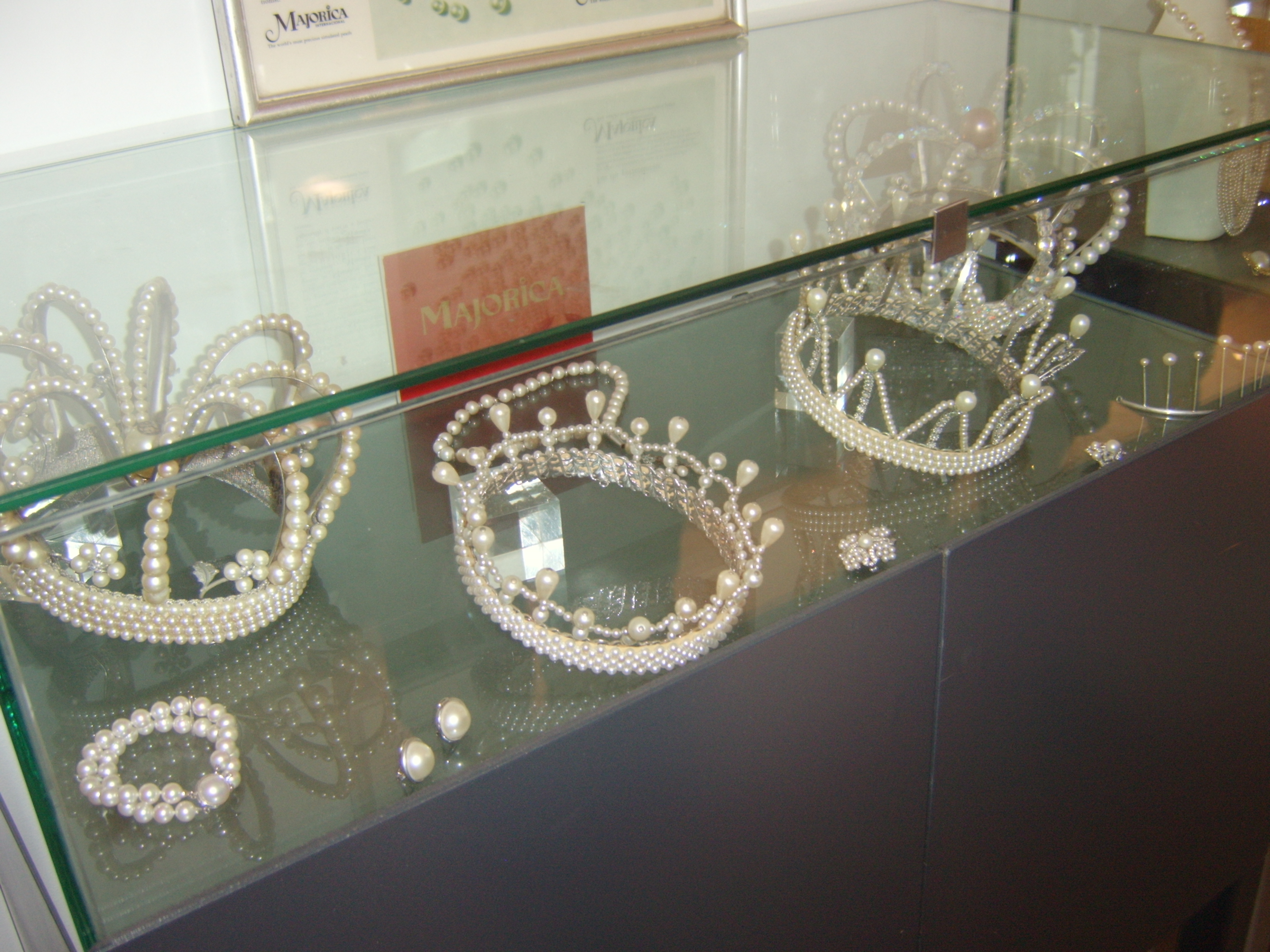
Diverse sieraden gemaakt van imitatieparels

Imitatieparels zijn door de mens gemaakte objecten (vaak met een gat erin zodat ze als kralen gebruikt kunnen worden) die zijn ontworpen om te lijken op echte parels. 
Er bestaat een grote verscheidenheid aan methoden om imitatieparels te maken. Er kan voor de kern van de imitatieparel uitgegaan worden van verschillende soorten basismateriaal, zoals glas, plastic, of gemalen schelpen of slakkenhuizen. De meeste imitatieparels zijn afgewerkt met parelmoerstof om het natuurlijke kleurenspel van parelmoer na te bootsen. Parelmoerstof kan verkregen worden uit de schubben van sommige vissoorten, zoals haring, die wordt bijvoorbeeld vermengd met vislijm of isinglass, oesterschelpen, parelmoerpoeder, samen met bindmiddelen of kleurstoffen. 
Imitatieparels zijn veelal te herkennen aan hun perfect regelmatige vorm en kleur. Bovendien is de prijs vaak veel lager dan die van echte parels.
Koraal wordt soms gebruikt voor het imiteren van parels uit oesters met een roze schelp. De delfstof hematiet wordt soms gebruikt voor het imiteren van zwarte parels

## Soorten imitatieparels
- Boheemse parel: een afgeknipt en geslepen uitgroeisel van parelmoer.
- Katoenparel: deze wordt gemaakt van alleen katoen of van mica.
- Glasparel: een glazen kraal wordt gedoopt of bespoten met materiaal dat een parelmoerglans vertoont. Een variant hiervan zijn parels met de merknaam Majorica.
- Parelmoeren imitatieparels: gebroken parelmoer uit schelpen wordt in de gewenste vorm gesinterd.
- Kunststofparel: een kern van kunststof bekleed met materiaal met een parelmoerglans.
- Romeinse parel: een kern van albast bekleed met materiaal met een parelmoerglans.